# Phillip Buck
El reverend Phillip Jun Buck (Hwang Hae Nam Do, Ong Jin Goon, actual Corea del Nord, 1941) és un missioner cristià coreà-estatunidenc de les Assemblees de Déu Districte Coreà i advocat pels drets humans a Corea del Nord. En 2007 fou guardonat amb el Premi al Coratge Civil pel seu treball en nom dels refugiats nord-coreans.

## Biografia
Buck va néixer a l'actual Corea del Nord durant l'ocupació japonesa. Va ser separat de la seva família durant la Guerra de Corea i va fugir a Corea del Sud en la dècada de 1950. Posteriorment estudià a la Universitat Han Sae, rebent un títol de llicenciat i màster en teologia. En 1982 va emigrar a Seattle (EUA) i es va naturalitzar ciutadà estatunidenc el 1989.
Buck va començar el seu treball mission amb les Assemblees de Déu del districte coreà el gener de 1992 a Khabarovsk i Vladivostok (Rússia), establint esglésies a les dues ciutats. El 1994, va començar a evangelitzar a la Xina, treballant-hi durant els propers dotze anys.
El 1997 també va expandir el seu ministeri a Corea del Nord, fundant una fàbrica de fideus a Sun Bong Goon durant la fam de Corea del Nord. Buscant els diners als EUA, va establir una xarxa de refugis per als refugiats de Corea del Nord a la Xina, comparat a la revista Time amb el Ferrocarril Subterrani. En 2002, va evitar l'arrest per casualitat després de un informant va aconseguir l'entrada a una de les seves cases segures, el que va conduir a una incursió policial; Buck estava fora del país. Després va renunciar al seu nom de naixement i legalment va canviar el seu nom a Phillip Buck per poder tornar sense ser detectat.
Pel 2012 Buck havia ajudat més de 200 refugiats de Corea del Nord a escapar i establir-se a Corea del Sud.
El 9 de maig de 2005, Buck va ser arrestat a Yanji per les autoritats xineses mentre escoltava a un grup de 14 refugiats de Corea del Nord. Va ser empresonat durant 15 mesos abans de ser alliberat a través de la intervenció de l'ambaixada dels Estats Units, però se li va prohibir tornar a la Xina. Elc columnistes de The New York Times van descriure l'arrest com a signe d'"una postura xinesa gradualment endurida" cap al nombre creixent de refugiats de Corea del Nord.
Tot i que els seus fills li van demanar que deixés de treballar degut a la seva edat (Buck tenia 65 anys en el moment del seu alliberament) va declarar que tenia intenció de continuar.
El 2007, Buck va ser guardonat amb el Premi al Coratge Civil de la Train Foundation, que reconeix "una ferma resistència al mal amb gran risc personal en comptes de valor militar". El guardó venia amb un premi en efectiu de 50.000 dòlars.